# Districte de Mossuril
El districte de Mossuril és un districte de Moçambic, situat a la província de Nampula. Té una superfície de 3.428 kilòmetres quadrats. En 2007 comptava amb una població de 116.301 habitants. Limita al nord amb el districte de Nacala-a-Velha i el municipi de Nacala Porto, a l'oest amb el districte de Monapo, al sud i sud-oest amb el districte de Mogincual i a l'est amb l'oceà Índic i el municipi d'Illa de Moçambic.

## Divisió administrativa
El districte està dividit en tres postos administrativos (Lunga, Matibane e Mossuril), compostos per les següents localitats:
- Posto Administrativo de Lunga:
  - Lunga
- Posto Administrativo de Matibane:
  - Matibane
- Posto Administrativo de Mossuril:
  - Vila de Mossuril
  - Namitatari